# Photograph (chanson de Def Leppard)
Pour les articles homonymes, voir Photograph.
Photograph est une chanson du groupe de hard rock britannique Def Leppard, présente dans leur disque multi-platine de 1983, Pyromania. La chanson est à propos de Marilyn Monroe, comme le mentionnait souvent Joe Elliott avant de la jouer en concert.
Elle a été classée n°1 dans le Billboard Top Tracks, et n°12 dans le  Pop Singles chart,.
Le titre est ressorti à nouveau en 2017, 33 ans après son enregistrement.